# Мандрівник (фільм, 1925)
«Мандрівник» (англ. The Wanderer) — американська драма режисера Рауля Волша 1925 року.

## У ролях
- Ґрета Ніссен — Тіша
- Вільям Кольє молодший — Джезер
- Ернест Торренс — Тола
- Воллес Бірі — Фаріс
- Тайрон Павер старший — Джессі
- Кетрін Карвер — Наомі
- Кетлін Вільямс — Олдама
- Джордж Реґас — Гаас
- Герберт Голмс — пророк
- Снітц Едвардс — ювелір
- Мірна Лой — епізод